# Kung Fu Panda: Il cavaliere dragone
Kung Fu Panda - Il cavaliere dragone (Kung Fu Panda: The Dragon Knight) è una serie animata del 2022 prodotta dalla DreamWorks Animation Television e distribuita da Netflix.

## Ambientazione
La serie è ambientata in giro per il mondo attraverso la Cina dopo gli eventi di Kung Fu Panda 3 e Kung Fu Panda - Le zampe del destino. In questa serie, a Po viene tolto il titolo di Maestro Dragone dopo aver involontariamente danneggiato il villaggio di Wankun con il guanto di Wugao e aver fallito nel tentativo di proteggere l'oggetto da un tentativo di furto della coppia di ladri Veruca e Klaus. Il giorno dopo, si imbarca in un viaggio di redenzione e pentimento assieme alla cavaliera d'Inghilterra Luthera la Lama Errante, che è inizialmente scettica della compagnia di Po.

## Episodi
| Stagione         | Episodi | Prima TV USA | Prima TV Italia |
| ---------------- | ------- | ------------ | --------------- |
| Prima stagione   | 11      | 2022         | 2022            |
| Seconda stagione | 12      | 2023         | 2023            |
| Terza stagione   | 19      | 2023         | 2023            |

## Personaggi e doppiatori
| Personaggio            | Doppiatore originale          | Doppiatore italiano                              |
| ---------------------- | ----------------------------- | ------------------------------------------------ |
| Po                     | Jack Black                    | Gianfranco Miranda                               |
| Luthera / Lama Errante | Rita Ora Kai Zen (da bambina) | Benedetta Ponticelli Chiara Fabiano (da bambina) |
| Klaus Dumont           | Chris Geere                   | Nanni Baldini                                    |
| Veruca Dumont          | Della Saba                    | Maria Giulia Ciucci                              |
| Mr. Ping               | James Hong                    | Francesco Vairano                                |
| Rukhmini               | Rahnuma Panthaky              | Daniela Calò                                     |
| Akna                   | Melissa Villaseñor            | Lucrezia Marricchi                               |
| Colin                  | Ed Weeks                      | Roberto Gammino                                  |
| Forouzan               | Shohreh Aghdashloo            | Laura Boccanera                                  |
| Alfie                  | Omid Abtahi                   | Simone D'Andrea                                  |

## Distribuzione
Kung Fu Panda: Il cavaliere dragone è stato pubblicato dal 14 luglio 2022 al 7 settembre 2023 su Netflix. Il trailer della serie è stato pubblicato online il 16 giugno.